# Pavel Tchoukhraï
Pavel Tchoukhraï est un réalisateur russe né le 14 octobre 1946 à Bykovo (oblast de Moscou). Il est le fils de Grigori Tchoukhraï.

## Filmographie sélective

### Réalisateur
- 1980 : Des hommes dans l'océan (ru) (Люди в океане)
- 1983 : La Cage aux canaris (Клетка для канареек)
- 1986 : Zina-Zinoulia (ru) (Зина-Зинуля)
- 1987 : Souvenez-vous de moi telle que je suis (ru) (Запомните меня такой)
- 1992 : La Clef (ru) (Ключ)
- 1997 : Le Voleur et l'Enfant (Вор)
- 2004 : Un chauffeur pour Véra (Водитель для Веры}
- 2007 : Le Jeu russe (Русская игра)
- 2017 : Tango balte (ru) (Холодное танго)

### Scénariste
- 2009 : Head on the Block
- 2010 : Le Test

## Prix et récompenses
- 1997 : Nika de la meilleure réalisation pour Le Voleur et l'Enfant
- 2004 : Grand prix au Festival du cinéma russe à Honfleur pour Un chauffeur pour Véra